# Thecla dowi
Thecla dowi är en fjärilsart som beskrevs av Clench 1943. Thecla dowi ingår i släktet Thecla och familjen juvelvingar. Inga underarter finns listade i Catalogue of Life.